# Myiopsitta monachus
Il parrocchetto monaco (Myiopsitta monachus Boddaert, 1783) o parrocchetto torrigiano è un uccello della famiglia degli Psittacidi. È l'unica specie del genere Myiopsitta Bonaparte, 1854.
Insieme al parrocchetto dal collare (Psittacula krameri) è la sola ad essere stabilmente nidificante in Italia (come specie esotica a carattere sempre più invasivo, la cui influenza competitiva sulle specie autoctone è ancora in fase di studio).

## Descrizione
Agile e affusolato pappagallo dalla colorazione generale verde chiaro, con fronte, guance e petto grigio chiaro, ventre giallognolo sfumato in verde; remiganti e timoniere blu. Con l'uccello in volo si nota maggiormente il blu della coda e della parte inferiore dell'ala. Ha becco bruno, iride marrone e zampe grigie. La taglia si aggira attorno ai 29 cm.

## Biologia

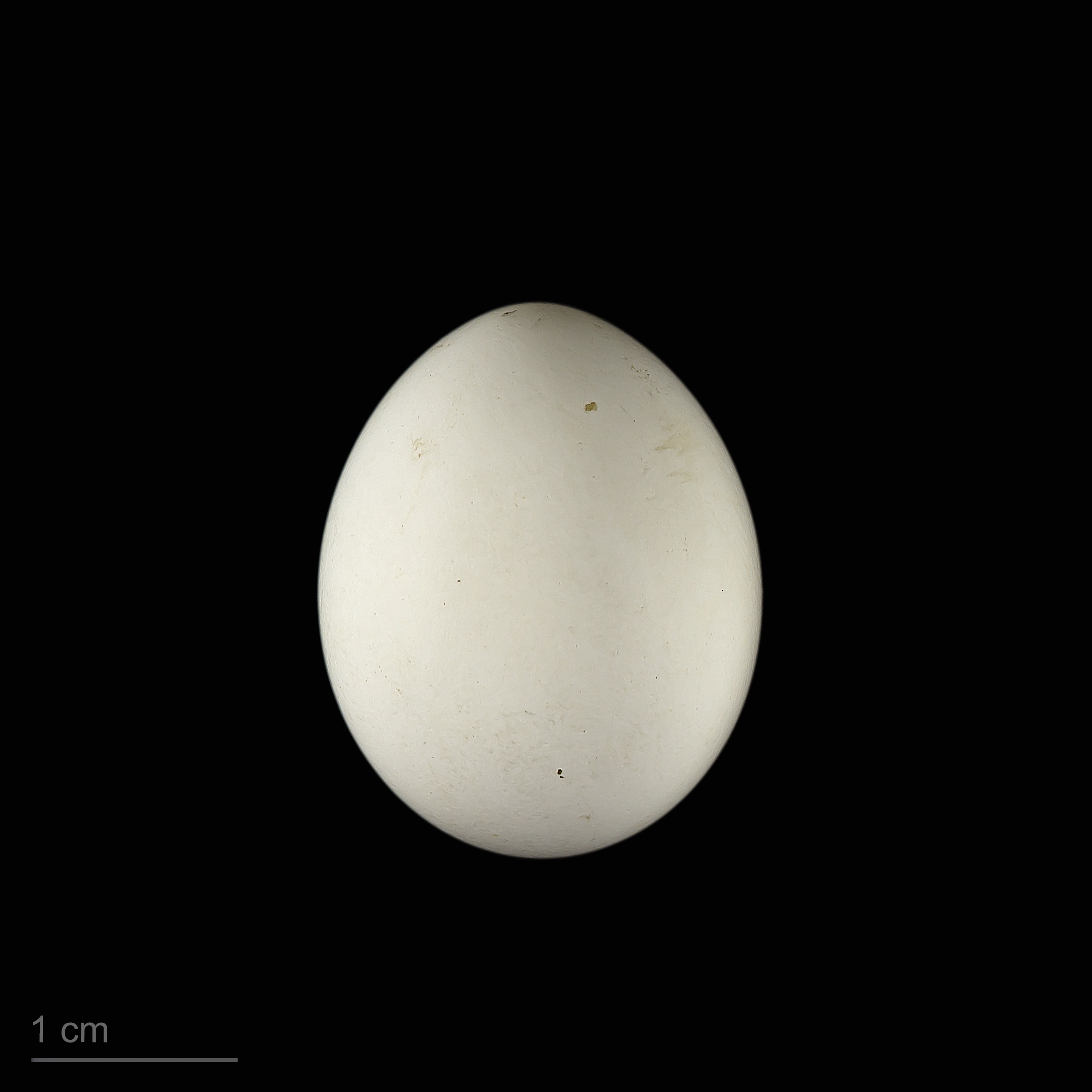
Myiopsitta monachus

È gregario, socievole e stanziale: crea gruppi stabili molto numerosi, anche oltre i 100 individui, che, emettendo continui richiami molto forti, si muovono insieme alla ricerca di cibo: semi di cardi, di erbe prative, di alcuni alberi, frutta, bacche, fiori e occasionalmente larve e insetti. Il periodo riproduttivo inizia a ottobre e, se la stagione è favorevole, può portare a termine anche due covate. Costruisce grandi nidi coloniali sulle cime di grandi alberi anche a 20 metri di altezza. Un nido medio che ospita da una decina a una ventina di coppie arriva a pesare anche 200 kg. Per questo i parrocchetti monaci collegano saldamente le strutture del nido a rami grandi all'attaccatura con il tronco, quindi intrecciano decine di rametti e formano una grande «fascina» percorsa da tunnel comunicanti e da camere di cova dove ogni femmina depone 5-8 uova che vengono incubate per 20 giorni. I piccoli si involano entro le 6 settimane dalla schiusa.

## Distribuzione e habitat
È originario di una vasta area della parte sud-orientale del Sudamerica, che include Argentina, Paraguay, Uruguay, Bolivia e Brasile, dove è spesso cacciato come uccello dannoso alle coltivazioni, ciononostante è ancora molto comune.
Uccello normalmente di pianura o di collina, ama le foreste aperte, quelle a galleria lungo i corsi d'acqua, le boscaglie di acacie e le savane alberate. Normalmente è diffuso fino a quote attorno ai 1000 metri, ma si adatta molto bene anche a quote più elevate tanto che la M. m. luchsi è stata segnalata fino a 3000 metri. In alcune aree, la piantumazione con alberi ad alto fusto come l'Eucalyptus lo ha notevolmente avvantaggiato.
Vi sono colonie di questi uccelli, sfuggiti alla cattività e perfettamente ambientatisi anche in Europa e negli Stati Uniti: una colonia di notevoli dimensioni è localizzata dentro la città di New York. In Italia vi sono diverse grandi città tra cui Roma, Cagliari e Firenze, che hanno nei parchi o nei viali piccole bande di parrocchetti monaci, ma si sta diffondendo gradualmente in molte altre zone della penisola.

## Tassonomia
È classificato in 4 sottospecie:
- M. m. monachus, sottospecie nominale;
- M. m. calita, con minore presenza del colore grigio sulla fronte e con la colorazione blu dell'ala più scura;
- M. m. cotorra, simile al M. m. calita ma con la tonalità giallognola dell'addome più estesa e chiara;
- M. m. luchsi, con il colore grigio di tonalità più chiara e brillante, più esteso sul capo e sul petto; sul ventre è presente una banda giallognola molto evidente.